# Killucan
Killucan (in irlandese: Cill Liúcainne  che significa "chiesa di Lucan") è un villaggio nella contea di Westmeath, in Irlanda.